# Jarosław Obremski
Jarosław Wojciech Obremski (ur. 14 czerwca 1962 we Wrocławiu) – polski samorządowiec i polityk, senator VIII i IX kadencji, w latach 2019–2023 wojewoda dolnośląski.

## Życiorys

### Okres PRL
Od 1982 zaangażowany we wrocławskie inicjatywy niezależne, m.in. był kolporterem wydawnictw podziemnych. W połowie lat 80. brał udział w dominikańskim Duszpasterstwie Akademickim „Dominik”, które prowadził ojciec Ludwik Wiśniewski, przewodniczył radzie tego duszpasterstwa. W 1986 był jednym z twórców i działaczy niezależnego samorządu studenckiego na Uniwersytecie Wrocławskim, tzw. Dwunastki.
W 1988 ukończył studia z zakresu chemii na Wydziale Matematyki, Fizyki i Chemii Uniwersytetu Wrocławskiego. Pracował następnie w Katedrze Chemii Nieorganicznej Akademii Ekonomicznej we Wrocławiu (1987–1989), a równocześnie był przewodniczącym Ruchu Młodych Katolików „U siebie”. W 1989 został członkiem wrocławskiego Komitetu Obywatelskiego. We własnych wspomnieniach podał, że w ramach WKO rozważano wystawienie jego kandydatury na posła w wyborach w 1989, lecz sam nie zdecydował się na to z przyczyn osobistych.

### III Rzeczpospolita
Od 1990 do 2002 był radnym rady miejskiej Wrocławia, a w latach 1990–1998 równocześnie członkiem zarządu miasta Wrocławia. Odpowiadał w nim m.in. za gospodarkę mieszkaniową i współpracę z zagranicą (1990–1994), a następnie oświatę i promocję miasta (1994–2001). W latach 1998–2001 zajmował stanowisko przewodniczącego wrocławskiej rady miejskiej. W 2001 został też odznaczony Brązowym Krzyżem Zasługi. W latach 2001–2011 był wiceprezydentem Wrocławia. Jako samorządowiec działał na rzecz budowy nowego terminala na wrocławskim lotnisku. Wchodził w skład Rady Kuratorów Fundacji Ossolineum, zasiadł także w Radzie Kolegium Europy Wschodniej im. Jana Nowaka-Jeziorańskiego we Wrocławiu.
Należał kolejno do Partii Konserwatywnej, Stronnictwa Konserwatywno-Ludowego i Platformy Obywatelskiej. Tę ostatnią partię opuścił w styczniu 2009 w związku z konfliktem pomiędzy PO a prezydentem Wrocławia Rafałem Dutkiewiczem.
W wyborach w 2011 był kandydatem do Senatu w okręgu wyborczym nr 8, zgłoszonym przez Komitet Wyborczy Wyborców Rafał Dutkiewicz, wchodzący w skład ruchu Unia Prezydentów – Obywatele do Senatu. Uzyskał 63 717 głosów (41,89%), co dało mu pierwsze miejsce w okręgu i mandat senatorski. Jego kontrkandydatami byli Leon Kieres i Kornel Morawiecki. Jarosław Obremski w tych wyborach jako jedyny kandydat środowiska Obywateli do Senatu został wybrany do izby wyższej polskiego parlamentu. Przystąpił w niej do Koła Senatorów Niezależnych. Związał się ze stowarzyszeniem Obywatelski Dolny Śląsk. W eurowyborach w 2014 poparł listę Polski Razem.
W 2015 z powodzeniem ubiegał się o senacką reelekcję, otrzymując 89 699 głosów (60,55% głosów w okręgu)). Startował jako kandydat niezależny z poparciem prawicy (m.in. PiS i Polski Razem). W Senacie początkowo ponownie przystąpił do KSN, jednak 19 maja 2016 został członkiem klubu Prawa i Sprawiedliwości. W Senacie IX kadencji został wiceprzewodniczącym Komisji Spraw Zagranicznych i Unii Europejskiej. W 2019 nie został wybrany na kolejną kadencję.
29 listopada 2019 został rekomendowany przez władze regionalne PiS do objęcia funkcji wojewody województwa dolnośląskiego. Objął ten urząd 5 grudnia tego samego roku. W 2023 ponownie bez powodzenia kandydował z ramienia PiS do Senatu. W grudniu tego samego roku zakończył pełnienie funkcji wojewody.